# メドロキシプロゲステロン
メドロキシプロゲステロン酢酸エステル（ｍedroxyprogesterone acetate、MPA）またはデポメドロキシプロゲステロンアセテート（depot medroxyprogesterone acetate、DMPA）は、商標名のプロベラ（Provera）などで売られているプロゲスチンタイプのホルモン薬剤の1つである。用途は避妊や一部の閉経期のホルモン療法に用いられる。加えて、子宮内膜症、子宮の異常出血、性的倒錯、 数種類のがんなどの治療にも用いられる。単体またはエストロゲンと混合されたものがある。投与法は経口または筋肉注射または皮下注射である。
よくある副作用には無月経、腹痛、頭痛などの月経不順があげられる。重度の副作用には骨粗鬆症、血栓、アレルギー反応、肝疾患があげられる。妊娠中のヒトへの投与は胎児に悪影響を及ぼすため勧められない。MPAはジェスタージェンの有機化合物であり、プロゲステロン受容体と結合し発動させる、プロゲステロンを生物学的標的とする薬剤である。MPAは若干の糖質コルチコイドとアンドロゲンの作用があるがその他の重要なホルモンの作用はない。黄体ホルモン物質の作用により、MPAは性腺刺激ホルモンの分泌を減らし性ホルモンレベルを抑えることできる。作用機序は排卵妨げることにより避妊薬としての効果がある。
MPAが発見されたのは1956年であり、米国で薬剤として使用され始めたのは1959年からである。MPAは 世界保健機構医薬品モデル・リストに掲載されており、最も効果的で安全な医療制度に必要とされる薬剤である。開発途上国での卸値はバイアル1本約$0.59～$1.57米ドルである。英国の国民保健サービスにかかる費用は1投与約￡6.01ポンドである。2015年の米国では1投与にかかる費用は$25米ドル以下である。MPAは閉経期のホルモン治療にもっと幅広く用いられるプロゲスチンであり、プロゲストーゲンのみの避妊薬である。DMPAは長期間効果のある避妊薬として100カ国以上で使用が認可されている。

## 医療への使用
MPAの最も一般的な使用法は、女性の妊娠を防ぐための長時間作用型のプロゲストゲンのみの注射可能な避妊薬として、DMPAの形で使用される。排卵を防ぐために比較的高用量で使用すると、非常に効果的な避妊薬となる。 MPAはまた、のぼせ、膣萎縮、骨粗鬆症などの更年期症状を治療および予防するために、閉経後の女性の更年期ホルモン療法においてエストロゲンと組み合わせて使用される。閉経期のホルモン療法では、子宮内膜増殖症や癌を予防するために使用される。子宮内膜増殖症やがんは、子宮が無傷の女性の長期にわたる反対されないエストロゲン療法によって誘発される。避妊および閉経期ホルモン療法に加えて、MPAは月経困難症、無月経、子宮内膜症などの婦人科および月経異常の治療に使用される。 MPAは、他のプロゲスチンとともに、経口プロゲストゲン療法を可能にするために開発された。これは、プロゲステロン（人体によって作られるプロゲストゲンホルモン）は、微粉化のプロセスが開発され、医薬品製造の観点から実現可能になるまで、何十年も経口摂取できなかったためである。
DMPAは男性の性欲を低下させ、有罪判決を受けた性犯罪者を含む、性的倒錯または異常性欲のある人の不適切または望ましくない性行動を制御するための化学的去勢の一形態として使用される。DMPAはまた、良性前立腺肥大症の治療、がん患者の姑息的食欲刺激剤として、また子宮内膜がん、腎がん、乳がんなどの特定のホルモン依存性がんの治療に高用量（1日800mg）で使用されている。MPAは、そのプロゲストゲン性および機能性の抗アンドロゲン作用により、トランスジェンダーの女性に対する女性ホルモン療法でも処方されている。思春期早発症の子供たちの思春期を遅らせるために使用されてきましたが、思春期を完全に抑制することができないため、この目的には不十分である。高用量のDMPAは、多毛症の治療にも決定的に有効であると報告されている。
てんかんの治療としては使用されてはいないが、MPAは発作の頻度を減らし、抗てんかん薬と相互作用しないことが判明している。 MPAは血液凝固を妨げず、鎌状赤血球貧血の女性の血液パラメーターを改善するとみられる。同様に、MPAは肝臓の代謝に影響を与えないと考えられており、原発性胆汁性肝硬変および慢性活動性肝炎を改善する可能性がある。 MPAを服用している女性は、投薬開始直後に不正出血を経験する可能性があるが、通常、医学的介入を必要とするほど深刻ではない。長期間使用すると、不満の主な原因である不規則な月経と同様に無月経（月経の欠如）が発生する可能性があるが、どちらも鉄欠乏の改善と骨盤内炎症性疾患のリスクをもたらす可能性があり、多くの場合、投薬の中止判断には至らない。

## 避妊
DMPAは、Depo-ProveraやDepo-SubQ Provera 104などのブランド名で、女性の妊娠を防ぐための長期的なプロゲストゲンのみの注射可能な避妊薬としてホルモン避妊薬に使用されている。それは筋肉内または皮下注射によって与えられ、それが数ヶ月の期間にわたってゆっくりと放出される、長続きする貯蔵所を形成する。 月経周期の最初の5日後に投与された場合は1週間かかり、月経周期の最初の5日間に投与された場合はすぐに有効になる。 初年度の失敗率の推定値は約0.3%である。MPAは妊娠の予防に効果的だが、性感染症（STI）からの保護効果はない。

## 比較
生物学的同一ホルモン療法の支持者は、プロゲステロンがMPAと比較して副作用が少なく、生活の質が改善されると信じている。しかし、この見解の証拠は疑問視されている。 MPAは、経口摂取するとよりよく吸収され、排泄半減期がはるかに長くなり、血中濃度がより安定するが、乳房の圧痛が増し、膣からの出血が散発的になる可能性がある。2つの化合物は、子宮内膜増殖症を抑制する能力が異なることはなく、肺塞栓症のリスクを高めることもない。安全性と優越性についての結論を明確にするために、2つの薬剤は直接試験で十分に比較されていない。

## 薬物動態

### 分布
MPAの血漿タンパク結合は88%である。アルブミンとの結合は弱く、性ホルモン結合グロブリンやコルチコステロイド結合グロブリンとは結合していない。

### 代謝
経口投与によるMPAの消失半減期は、11.6〜16.6時間と33時間の両方であると報告されているが、水性懸濁液中の微結晶MPAの筋肉内および皮下注射による消失半減期は50日および40日である。MPAの代謝は、主にCYP3A4を介して媒介される、C6β、C21、C2β、およびC1βの位置を含むヒドロキシル化を介して行われるが、MPAの3-および5-ジヒドロおよび3,5-テトラヒドロ代謝物も形成される。MPAとその代謝物（例えば、メドロキシプロゲステロンへの）の脱アセチル化は、非ヒト霊長類の研究でもかなりの程度（30から70%）発生することが観察されている。MPAやその代謝物も抱合を介して代謝される。MPAのC6αメチル基とC17αアセトキシ基は、MPAを代謝に対してより耐性を与え、経口プロゲステロンよりも高い生物学的利用能を可能にする。

### 排出
MPAは、静脈内投与後、尿で20〜50%、糞便で5〜10%除去される。用量の3%未満が非抱合型で排泄される。

## 研究
前立腺癌の治療において、高用量の経口および筋肉内MPA単剤療法が研究されてきたが、酢酸シプロテロンまたはジエチルスチルベストロールによる単剤療法よりも劣ることが判明した。男性の前立腺癌の治療のための高用量エストロゲン療法への追加として、高用量経口MPAがジエチルスチルベストロールおよび結合型エストロゲンと組み合わせて研究されてきたが、ジエチルスチルベストロール単独よりも優れた効果を提供することは見出されなかった。